# Грин Рокетс Токацу
«Грин Рокетс Токацу» или «НЕК Грин Рокетс Токацу» (яп. NECグリーンロケッツ東葛, англ. Green Rockets Tokatsu), ранее известный как «НЕК Грин Рокетс» (яп. NECグリーンロケッツ, англ. NEC Green Rockets — «Зелёные ракеты NEC») — японский регбийный клуб, выступающий в высшем дивизионе национального регби — Топ-лиге. До появления полупрофессиональной Топ-лиги клуб носил название «НЕК». Команда появилась в 1985 году, регбисты представляют регион Канто.
Текущее название получил в 2022 году после преобразования Японской Топ-Лиги в Лигу 1.
«Рокетс» дважды выигрывали Всеяпонский чемпионат (2005, 2006), разделив победу 2006 года с «Тосибой». Нынешним капитаном клуба является Рёта Асано. Ранее функции капитана выполнял Такуро Миути, занимавший аналогичную позицию и в сборной Японии.

## Достижения
- Всеяпонский регбийный чемпионат
  - Чемпион: 2005, 2006

## Состав
Источник.

## Игроки прошлых лет
- Кадо Ли[англ.]
- Джон Кируэн[англ.]
- / Джордж Кониа[англ.]
- / Глен Марш
- / Брайс Робинс
- Джереми Стенли[англ.]
- Джо Стенли[англ.]
- Рёта Асано
- Киёнори Окано
- Такаюки Хиго